# Der Hund von Baskerville, III. Teil: Das unheimliche Zimmer
Der Hund von Baskerville, III. Teil: Das unheimliche Zimmer ist ein mittellanger, deutscher Detektiv-Stummfilm von Richard Oswald mit Alwin Neuß in der Rolle des Sherlock Holmes.

## Handlung
Stapleton, der Schurke aus dem ersten Teil von Der Hund von Baskerville, der sich als Verwandter der Baskervilles herausgestellt hatte, ist für seine Schurkerei, den Mord an einem Verwandten, angeklagt und zum Tode verurteilt worden. Doch er kann dem Henker entfliehen. Nun ist Sherlock Holmes in höchster Gefahr, denn der gewitzte Detektiv hatte ihn einst entlarvt und somit dem Henker ausgeliefert. Das Einzige, was jetzt Stapleton noch antreibt, ist, furchtbare Rache an dem Meisterdetektiv auszuüben.
Mit den cleversten Hilfsmitteln versuchen sich die beiden Erzfeinde gegenseitig auszutricksen. Da kommt nun auch das titelgebende „unheimliche Zimmer“ zum Einsatz, denn dorthin lockt Stapleton Holmes, um ihn durch eine sich stetig absenkende Zimmerdecke buchstäblich zu zerquetschen. Mit Mühe gelingt es Holmes, sich zu befreien. Auch der schaurige Hund aus dem Moor kommt wieder zum Einsatz. Diesmal aber gibt es am Ende für Stapleton kein Entrinnen mehr. Der Schurke findet sein gerechtes Ende und versinkt in den Untiefen des Moores.

## Produktionsnotizen
Der Hund von Baskerville, III. Teil: Das unheimliche Zimmer entstand im Frühjahr 1915 im Greenbaum-Filmatelier in Berlin-Weißensee,  passierte im Mai 1915 die Filmzensur und wurde für das Reich für die Dauer des Krieges verboten. Erst im Mai 1919 konnte man diesen „Baskerville“-Film in Deutschland begutachten, während man in Österreich-Ungarn Das unheimliche Zimmer noch im Entstehungsjahr 1915 ansehen konnte. Der Film war wie sein Vorgänger Die Sage vom Hund von Baskerville lediglich drei Akte lang, somit ein etwa 40 Minuten kurzer Film.

## Wissenswertes
Der Hund von Baskerville, III. Teil: Das unheimliche Zimmer war der dritte Teil einer vierteiligen Hund von Baskerville-Filmreihe, die der Produzent Jules Greenbaum in den Jahren 1914/15 mit einer nahezu gleichen Besetzung hergestellt hatte. Den ersten Teil, die werkgetreue Adaption des gleichnamigen Conan-Doyle-Stoffes, Der Hund von Baskerville, wurde 1914 von Rudolf Meinert inszeniert. Die drei folgenden Weiterentwicklungen dieser Inszenierung wurden allesamt 1915 von Richard Oswald umgesetzt.

## Kritik
„Der dritte Teil, der nicht einer gewissen geistreichen Satire entbehrt, bringt eine Reihe atembeklemmender Sensationen und zeigt einen großen Reichtum an Phantasie, der dem Regisseur Richard Oswald alle Ehre macht.“